# Austrocordulia territoria
Austrocordulia territoria – gatunek ważki z rodziny Synthemistidae. Endemit północnej Australii; występuje w północnej części Terytorium Północnego.